# Alvin Schwartz
Alvin Schwartz (25 de abril de 1927 – 14 de marzo de 1992) fue un escritor y periodista estadounidense quien escribió más de cincuenta libros dedicados a y tratando temas como el folclore y los juegos de palabras, muchos del cuales estaban dirigidos a lectores jóvenes.

## Vida y carrera
Schwartz nació en Brooklyn, Nueva York, el hijo de Gussie y Harry Schwartz, un taxista. Después de un tiempo en la marina, Schwartz se interesó en escribir. Recibió su licenciatura en la Universidad de Colby y el grado de maestro en periodismo en la Universidad del Noroeste. Laboró para el Binghamton Press de 1951 a 1955. Durante su carrera de escritura profesional su trabajo había sido publicado por una variedad de empresas, incluyendo Lippincott, Bantam Libros, Farrar Strauss, y Harper Collins.
Una serie de sus libros del folclore para niños estuvo ilustrado por Glen Rondas, cada uno representando un tipo de folclore, que fue publicado en 1972. Otros libros en esta serie son: Tomfoolery, el cual presentó algunos juegos de palabras; Witcracks que trataba sobre acertijos y bromas; y Cross Your Fingers, Spit in Your Hat, sobre supersticiones.
Es reconocido por su serie de libros "Historias de miedo para contar en la oscuridad", el cual presentó horribles ilustraciones realizadas por Stephen Gammell. La serie fue uno de los libros más frecuentemente solicitado para retirar de las bibliotecas entre 1990-1999.
Algunos de sus otros libros, como "When I Grew Up Long Ago", fue escrito para una audiencia más mayor, presentando retazos de vida en los Estados Unidos durante los finales del siglo XIX y principios del siglo XX.
Schwartz murió de linfoma en Princeton, New Jersey el 14 de marzo de 1992, seis semanas antes de su 65.º cumpleaños. A Schwartz le sobrevivieron su mujer y cuatro hijos.

## La serie deScary Stories
- Historias de miedo para contar en la oscuridad
- Más Historias de miedo para contar en la oscuridad
- Historias de Miedo 3: Más cuentos para enfriar tus huesos

## Otros libros
- - In A Dark, Dark Room and Other Scary Stories 
  - Ghosts!: Ghostly Tales from Folklore
  - Stories to Tell a Cat
  - And the Green Grass Grew All around: Folk Poetry from Everyone
  - Gold and Silver, Silver and Gold: Tales of Hidden Treasure
  - I Saw You in the Bathtub and Other Folk Rhymes
  - Telling Fortunes: Love Magic, Dream Signs, and Other Ways to Learn the Future
  - Tales of Trickery from the Land of Spoof
  - All of Our Noses Are Here and Other Noodle Tales
  - Cat's Elbow and Other Secret Languages
  - Ten Copycats in a Boat and Other Riddles
  - Fat Man in a Fur Coat: And Other Bear Stories
  - Unriddling: All Sorts of Riddles to Puzzle Your Guessary
  - Busy Buzzing Bumblebees and Other Tongue Twisters
  - There Is a Carrot in My Ear and Other Noodle Tales
  - Flapdoodle: Pure Nonsense from American Folklore
  - Chin Music: Tall Talk and Other Talk
  - When I Grew Up Long Ago
  - Kickle Sniffers and Other Fearsome Critters
  - Witcracks: Jokes and Jests from American Folklore
  - Whoppers: Tall Tales and Other Lies Collected from American Folklore
  - Cross Your Fingers, Spit in Your Hat: Superstitions and Other Beliefs
  - "A Twister of Twists, A Tangler of Tongues"

## Recopilaciones
- Scary Historias para Leer Cuándo  es Oscuridad  (Leyendo serie de Lectores del Arco iris)